# Национални ослободилачки фронт Анголе
Национални ослободилачки фронт Анголе (порт. Frente Nacional de Libertação de Angola; скраћено FNLA) је основана 1961. као милитантна организација која се борила у рату за независност од португалске колонијалне власти у Анголи, под вођством Холдена Роберта.
ФНЛА су помагале владе Алжира, Западне Немачке, Гане, Израела, Француске, Румуније, Кине, ЈАР-а, САД и остали. Америчка влада почела је финансирати ФНЛА од 1961. године, током мандата Џона Кенедија Израелци су финансирали ФНЛА од 1963. до 1969, Холден Роберто је посетио Израел 1960-их, а борци ФНЛА су тамо одлазили на војне тренинге. Кина је почела да им пружа помоћ од 1964 док им је Румунија доставила пошиљку оружја у августу 1974. године.
После стицања независности Анголе и преузимања власти од стране МПЛА, ФНЛА се прикључила УНИТА-и у рату против владе у Луанди. Тиме је започео грађански рат, у којем је ФНЛА имала мало успеха, за разлику од УНИТА-е.
Под притиском међунаордне заједнице почетком 1990-их, проглашено је примирје и расписани избори 1992. године. Тада су борци ФНЛА положили оружје, а организација се трансформисала у савремену политичку странку.
На парламентарним изборима 1992, ФНЛА је освојила 5 посланичких места, а на изборима 2008. 3 од 220 места у парламенту Анголе.